# 水原賢治
水原 賢治（みずはら けんじ、3月19日 - ）は、日本の漫画家。男性。愛知県豊田市出身、千葉県在住。

## 略歴
中学生時代にプロの漫画家を目指すようになり、中学校卒業後、上京しアニメーション専門学校に進学。同人サークル「BANTLINE」結成、アニメーション研究会連合に参加。専門学校卒業後、フリーの動画描きをしながら、仲間と共にアニメーション制作会社の設立を目指した。しかし、その夢はかなわず、当初の目的だった漫画家を目指すようになる。
自身のホームページのプロフィールのページでは、1991年ごろに商業誌デビューと書いているが、同じホームページの「全作品リスト」のページで、最初に掲載している作品は、1992年にみのり書房から刊行されたアンソロジーコミック集『ハドソン魔境2』に収録された「なんてったってBeeBall」である。
2013年以降は『COMIC LO』（茜新社）にて、年1～2作品のペースで、読み切り作品を中心に活動中。

## 作風
- 思春期の少年少女の傷つきやすい内面を描写した作品が多い。また、宮沢賢治などの文学作品に造詣が深く、作品内で多く引用されている。
- 往年の少女漫画を思わせる、繊細な作画とストーリーが特徴。
- 成人向け漫画雑誌での掲載が多く、露骨な性描写はあまりない作品が多かったが、2013年以降は露骨な性描写が多い。

## 作品リスト

### 単行本
- 『空穂幻燈』 （1995年4月発売、青磁ビブロス〈Colorful comics〉）、ISBN 4-88271-316-0
初期の作品を集めた短編集。作者が初めて成人向け漫画に挑戦した「遠い夏」などを収録。
- 『恋ヶ窪スケッチブック』 （青磁ビブロス〈カラフルEX〉）、全2巻
『中一コース』に連載。演劇部に入部した主人公の少女たちの、中学校の生活にとまどう中学1年生の姿を瑞々しく描く。
  1. 1996年1月発売、ISBN 4-88271-437-X
  2. 1996年1月発売、ISBN 4-88271-439-6

  - 『恋ヶ窪スケッチブック』 （2000年1月、大都社〈Hard comics〉）、ISBN 4-88653-633-6
1冊にまとめて刊行されたもの。
- 『日曜日に彼女は』 （1996年9月発売、ワニマガジン社〈ワニマガジンコミックス〉）、ISBN 4-89829-304-2
『ヤングHIP』掲載の作品を集めた短編集。コメディ・タッチの作品が多い。
- 『夢で逢いましょう。』 （1998年4月発売、ワニマガジン社〈ワニマガジンコミックス〉）、ISBN 4-89829-345-X
『ヤングHIP』掲載の作品を集めた短編集。『日曜日に彼女は』と比べると、やや暗い作風の作品が多い。
- 『はるかな風と空ののぞみ』 （1999年7月発売、ワニマガジン社〈ワニマガジンコミックス〉） ISBN 4-89829-387-5
『ヤングHIP』で長編に挑戦した作品。ヒロインの人間関係を壊していくドッペルゲンガーの正体とは？
- 『はちがつのうさぎ 傑作短編集』 （2000年8月発売、大都社〈Hard comics〉）、ISBN 4-88653-636-0
『空穂幻燈』に収録された作品のうち、「遠い夏」「赫い少女」を抜き、代わって他の短編を加えた短編集。
- 『紺碧の國』 （少年画報社〈ヤングキングコミックス〉）、2巻まで刊行されたが掲載誌休刊のため未完
1人の少女が書いた小説がやがて周囲の人びとに大きな影響を与え、社会現象にまで発展していく過程を通して、理想的なパラレルワールドを夢見る思春期の少年少女たちの心象風景を描く。
  1. 2001年9月発売、ISBN 4-7859-2120-X
  2. 2002年8月発売、ISBN 4-7859-2228-1
- 『はちがつのうさぎ remix』 （2002年6月発売、大都社）、ISBN 4-88653-738-3
- 『あふたーすくーる』 （2006年5月発売、アップロードシナジー）、ISBN 4-903471-04-7
最近の作品を集めた短編集。SF的な設定を取り入れながら一つの愛の形を追究した「meio〜メイオ〜」（原作：櫛下水音）や女性教師と男子生徒のあやまちが周囲の人間の興味本位な言動によってスキャンダルに発展していく恐怖を描いた「恋愛の条件」など異色作が収められている。
- 『少女紀行』 （2018年1月27日発売[4]、茜新社〈TENMACOMICS LO #228〉）、ISBN 978-4-86349-687-3